# Cześniki
Cześniki (prononciation [t͡ʂɛɕˈniki]) est un village de la gmina de Sitno, du powiat de Zamość, dans la voïvodie de Lublin, situé dans l'est de la Pologne.
Il se situe à environ 9 kilomètres au sud-est de Sitno (siège de la gmina), 14 kilomètres à l'est de Zamość (siège du powiat) et 86 kilomètres au sud-est de Lublin (capitale de la voïvodie).
Sa population s'élevait à 496 habitants en 2008.

## Histoire
La bataille de Cześniki s’est déroulée les 21 et 22 septembre 1939, pendant la campagne de Pologne, près de Cześniki.

## Administration
De 1975 à 1998, le village est attaché administrativement à l'ancienne voïvodie de Zamość.

Depuis 1999, il fait partie de la nouvelle voïvodie de Lublin.

## Galerie

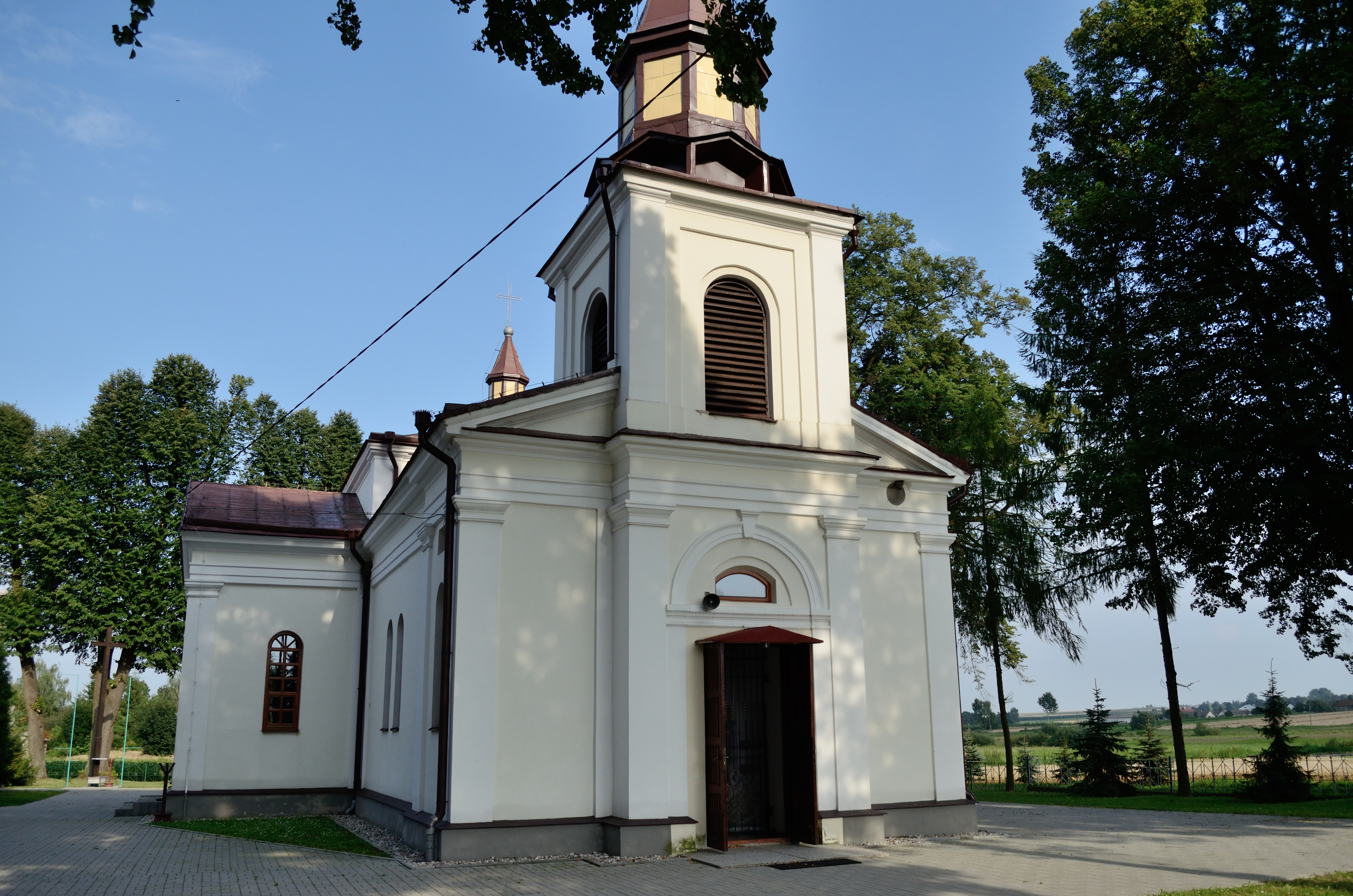
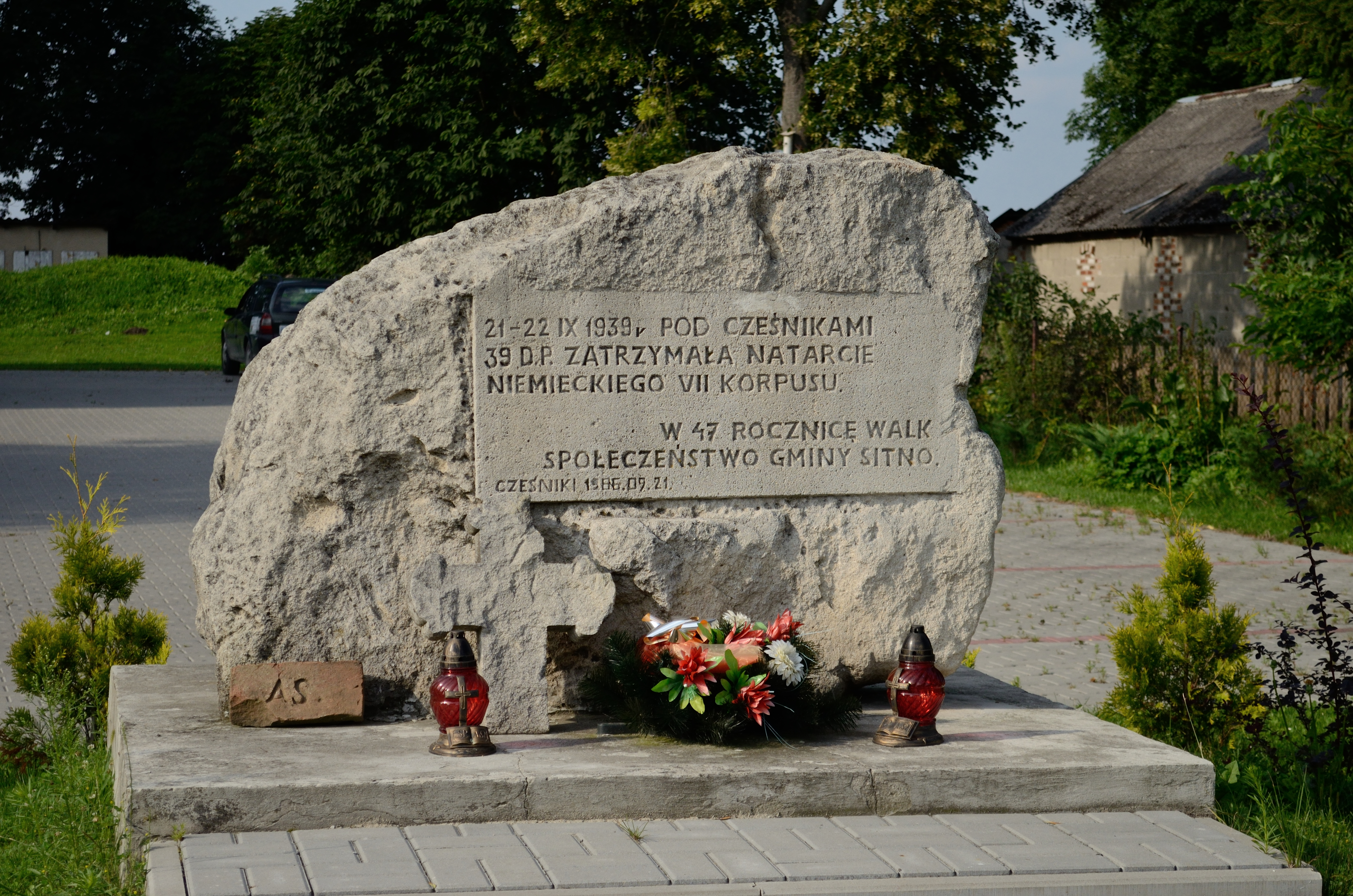

Quelques vues du village